# 나카마키 가나미
나카마키 가나미(일본어: 中牧 佳南, 1992년 6월 5일~)는 일본의 아티스틱스위밍 선수이다.

## 경력
오사카시 하마데라 공원에 있는 수영학교인 하마데라스이렌학교에 입학하며 아티스틱스위밍에 입문했다. 이후 시텐노지고등학교를 졸업하고 오우테몬가쿠인대학교에 입학했다. 2013년 하계 유니버시아드에서 2개의 은메달, 2014년 아시안 게임에서 2개의 은메달을 획득했고 2015년 세계 수영 선수권 대회에서 3개의 동메달을 획득했고 오사카시로부터 특별표창상을 받았다. 이후 2016년 하계 올림픽에 출전해 아티스틱스위밍 단체전에서 동메달을 획득했다.

## 개인사
가나미의 할머니 나카마키 히사코(일본어: 中牧久子) 또한 아티스틱스위밍 선수로 활동했다. 그녀는 하마데라스이렌학교에서 아티스틱스위밍을 처음으로 시작한 선수들 중 1명이었으며 1959년 일본선수권수영경기대회아티스틱스위밍경기에서 하마데라스이렌학교 대표로 출전해 단체전에서 3등을 차지했다.